# Филпеа (Харгита)
Филпеа (рум. Filpea) насеље је у Румунији у округу Харгита у општини Субчетате. Oпштина се налази на надморској висини од 730 m.

## Становништво
Према подацима из 2002. године у насељу је живело 383 становника.

### Попис2002.
| Расподела становништва по националности 2002.‍ | Расподела становништва по националности 2002.‍ | Расподела становништва по националности 2002.‍ | Расподела становништва по националности 2002.‍ | Расподела становништва по националности 2002.‍ |
| --------------------------------------------- | --------------------------------------------- | --------------------------------------------- | --------------------------------------------- | --------------------------------------------- |
|                                               |                                               |                                               |                                               |                                               |
| Румуни                                        | Румуни                                        |                                               | 309                                           | 80,7%                                         |
| Мађари                                        | Мађари                                        |                                               | 44                                            | 11,5%                                         |
| Роми                                          | Роми                                          |                                               | 30                                            | 7,8%                                          |